# Bremsstrahlung

Bremsstrahlung prodotta da un elettrone altamente energetico deflesso dal campo elettrico di un nucleo atomico

La radiazione di frenamento, nota col termine tedesco Bremsstrahlung, è una radiazione elettromagnetica prodotta da una particella carica (tipicamente un elettrone) deviata da un'altra (tipicamente il nucleo atomico) e che per questo accelera o rallenta. Infatti, se in una porzione di materia vi sono particelle cariche e un elettrone ad alta velocità vi passa vicino, esso viene deviato a causa del campo elettrico attorno al nucleo atomico.
La particella deviata perde energia cinetica e, per il principio di conservazione dell'energia, emette radiazione in forma di fotone; la bremsstrahlung è caratterizzata da una distribuzione continua di radiazione che diviene più intensa (e si sposta verso le frequenze maggiori) con l'aumentare dell'energia degli elettroni bombardanti (particelle frenate). La frequenza massima della radiazione è legata all'energia cinetica degli elettroni dalla relazione
{\displaystyle E=h\nu _{max}}
e di conseguenza è noto anche il valore minimo per la lunghezza d'onda della radiazione emessa:
{\displaystyle \lambda _{min}={\frac {c}{\nu _{max}}}={\frac {hc}{E}}}
Più in generale, il termine bremsstrahlung indica qualsiasi radiazione prodotta per decelerazione di una particella carica, comprese la radiazione di sincrotrone, la radiazione di ciclotrone e l'emissione di elettroni e positroni nel decadimento beta; tuttavia, il termine è spesso usato nel senso stretto di radiazione di frenamento di elettroni da qualsiasi fonte esterna.

## Descrizione
Secondo le equazioni di Maxwell, le cariche accelerate emettono radiazione elettromagnetica: in particolare, quando un elettrone urta contro un materiale, subisce uno scattering ad opera del campo coulombiano di un nucleo atomico, quindi si può pensare che esso venga "frenato". Se l'energia degli elettroni bombardanti è sufficientemente alta, la radiazione emessa si trova nella regione dei raggi X dello spettro elettromagnetico.
La perdita di energia per bremsstrahlung è significativa - cioè domina rispetto ai processi di ionizzazione e di eccitazione del nucleo - per elettroni altamente energetici (nell'ordine delle centinaia di MeV in aria e acqua, e delle decine di MeV in materiali pesanti come il piombo o il ferro). La perdita di energia media per unità di percorso si può calcolare approssimativamente, e risulta
{\displaystyle -\left\langle {\frac {dE}{dx}}\right\rangle \approx {\frac {4N_{a}Z^{2}\alpha ^{3}(\hbar c)^{2}}{m_{e}^{2}c^{4}}}E\ln {\frac {183}{Z^{1/3}}}}
dove {\displaystyle N_{a}} è il numero di atomi per unità di volume, Z è il numero atomico del materiale, {\displaystyle \alpha } è la costante di struttura fine e {\displaystyle m_{e}} è la massa dell'elettrone. Si vede quindi che per particelle con massa più grande la perdita di energia è minore. Il termine logaritmico è dovuto alla parziale schermatura della carica nucleare da parte degli elettroni atomici. La trattazione formale attraverso la meccanica quantistica è stata svolta da Hans Bethe e Walter Heitler nel 1934.
A questo spettro continuo si sovrappongono anche righe singole poiché gli elettroni bombardanti possono espellere elettroni dagli strati atomici più interni del bersaglio, e il rapido riempimento di queste lacune da parte di elettroni degli strati superiori produce raggi X caratteristici per ogni atomo (detti "di fluorescenza"). In alternativa può avvenire che il quanto energetico relativo alla differenza di energia tra i due orbitali provochi, dopo il decadimento elettronico a livelli energeticamente inferiori, l'ulteriore espulsione di elettroni più esterni. Questo fenomeno costituisce l'effetto Auger.
Questo effetto è riscontrabile anche in alcuni oggetti del profondo cielo, in cui l'emissione in genere è associata a gas caldo rarefatto presso ammassi di galassie.

## Particelle nel vuoto
Una particella carica accelerata, nel vuoto, irradia energia, come descritto dalla formula di Larmor (e dalle sue generalizzazioni relativistiche):
{\displaystyle P={\frac {q^{2}a^{2}}{6\pi \epsilon _{0}c^{3}}}}
dove {\displaystyle P} è la potenza, {\displaystyle q} la carica della particella, {\displaystyle a} la sua accelerazione e {\displaystyle c} la velocità della luce nel vuoto.
Sebbene il termine bremsstrahlung sia solitamente riservato per particelle cariche accelerate in presenza di materia, e non nel vuoto, le leggi sono simili.
La potenza totale irradiata può essere ricavata dalla formula relativistica
{\displaystyle P={\frac {q^{2}\gamma ^{4}}{6\pi \epsilon _{0}c}}\left({\dot {\beta }}^{2}+{\frac {\left({\vec {\beta }}\cdot {\dot {\vec {\beta }}}\right)^{2}}{1-\beta ^{2}}}\right)}
dove {\displaystyle {\vec {\beta }}={\vec {v}}/c}, in cui {\displaystyle {\vec {v}}} è la velocità della particella, {\displaystyle \gamma =1/{\sqrt {1-\beta ^{2}}}} è il fattore di Lorentz, e {\displaystyle {\dot {\vec {\beta }}}} è la derivata temporale di {\displaystyle {\vec {\beta }}}. Sfruttando l'identità:
{\displaystyle {{\biggl (}{\vec {\beta }}\cdot {\dot {\vec {\beta }}}{\biggr )}}^{2}={\vec {\beta }}^{2}\cdot {\dot {\vec {\beta }}}^{2}-{{\biggl (}{\vec {\beta }}\times {\dot {\vec {\beta }}}{\biggr )}}^{2}}
si può scrivere l'espressione di {\displaystyle P} nella forma equivalente:
{\displaystyle P={\frac {q^{2}\gamma ^{6}}{6\pi \epsilon _{0}c}}\left({\dot {\beta }}^{2}-{{\biggl (}{\vec {\beta }}\times {\dot {\vec {\beta }}}{\biggr )}}^{2}\right)}
Nel caso particolare in cui il vettore velocità sia parallelo all'accelerazione della particella, l'equazione precedente può essere ulteriormente semplificata come
{\displaystyle P={\frac {q^{2}a^{2}\gamma ^{6}}{6\pi \epsilon _{0}c^{3}}}}
in cui si è posto {\displaystyle a={\dot {v}}={\dot {\beta }}c}.
Nel caso in cui, invece, si ha che l'accelerazione è perpendicolare alla velocità, ossia {\displaystyle {\biggl (}{\vec {\beta }}\cdot {\dot {\vec {\beta }}}{\biggr )}=0}, la potenza totale irradiata si riduce a
{\displaystyle P={\frac {q^{2}a^{2}\gamma ^{4}}{6\pi \epsilon _{0}c^{3}}}}
Inoltre, dalla relazione {\displaystyle E=\gamma mc^{2}}, si evince che la potenza totale irradiata, in termini di andamento rispetto alla massa, va come {\displaystyle m^{-4}} o {\displaystyle m^{-6}}, e ciò è il motivo per cui gli elettroni perdono energia per bremsstrahlung molto più rapidamente di altre particelle più pesanti (come muoni, protoni, particelle alfa): per fare un esempio, un elettrone perde energia a causa di bremsstrahlung ad un tasso di {\displaystyle (m_{p}/m_{e})^{4}\sim 10^{13}} volte superiore rispetto ad un protone.
La potenza totale irradiata può essere anche espressa come funzione dell'angolo solido {\displaystyle \Omega }; più precisamente, se si indica con {\displaystyle d\Omega } l'angolo solido infinitesimale e con {\displaystyle {\hat {n}}} il versore diretto dalla particella verso l'osservatore, allora esiste la relazione seguente:
{\displaystyle {\frac {dP}{d\Omega }}={\frac {q^{2}}{16\pi ^{2}\epsilon _{0}c}}{\frac {\left|{\hat {n}}\times \left(\left({\hat {n}}-{\vec {\beta }}\right)\times {\dot {\vec {\beta }}}\right)\right|^{2}}{\left(1-{\hat {n}}\cdot {\vec {\beta }}\right)^{5}}}}
Nel caso in cui la velocità sia parallela all'accelerazione (per esempio in un moto rettilineo) si può semplificare come
{\displaystyle {\frac {dP}{d\Omega }}={\frac {q^{2}a^{2}}{16\pi ^{2}\epsilon _{0}c^{3}}}{\frac {\sin ^{2}\theta }{\left(1-\beta \cos \theta \right)^{5}}}}
dove {\displaystyle \theta } è l'angolo formato tra il vettore accelerazione {\displaystyle {\vec {a}}} e la direzione di osservazione.

## Bremsstrahlung termico
In un plasma, gli elettroni liberi collidono in continuazione con gli ioni, producendo la radiazione di bremsstrahlung; una trattazione dettagliata su questo è dovuta a Bekefi.
Se si considera un plasma uniforme con elettroni termici distribuiti secondo la distribuzione di Maxwell-Boltzmann a temperatura {\displaystyle T_{e}}, secondo il modello di Bekefi la densità spettrale di potenza irradiata per bremsstrahlung (ossia potenza per intervallo di frequenza angolare, integrata su un angolo solido totale di {\displaystyle 4\pi {\text{ sr}}}, e in entrambe le polarizzazioni) è ricavabile da:
{\displaystyle {\frac {dP}{d\omega }}={\frac {8{\sqrt {2}}}{3{\sqrt {\pi }}}}\left[{\frac {e^{2}}{4\pi \epsilon _{0}}}\right]^{3}{\frac {1}{(m_{e}c^{2})^{3/2}}}\left[1-{\frac {\omega _{p}^{2}}{\omega ^{2}}}\right]^{1/2}{\frac {Z_{i}^{2}n_{i}n_{e}}{(k_{B}T_{e})^{1/2}}}E_{1}(y)}
dove {\displaystyle \omega _{p}=(n_{e}e^{2}/\epsilon _{0}m_{e})^{1/2}} è la frequenza del plasma di elettroni, {\displaystyle \omega } è la frequenza del fotone, e infine {\displaystyle n_{e}} ed {\displaystyle n_{i}} sono rispettivamente la densità del numero di elettroni e ioni.
Il secondo termine tra parentesi è l'indice di rifrazione di un'onda luminosa in un plasma, e mostra come l'emissione venga notevolmente soppressa nel caso in cui {\displaystyle \omega <\omega _{p}}: in tal caso l'onda di luce si dice evanescente, e la condizione di taglio per un'onda luminosa in un plasma è proprio {\displaystyle \omega <\omega _{p}}.
Ne consegue che bisogna restringersi al caso {\displaystyle \omega >\omega _{p}}; la funzione speciale {\displaystyle E_{1}} è un'esponenziale integrale, e la quantità adimensionale {\displaystyle y} è data da
{\displaystyle y={\frac {1}{2}}{\frac {\omega ^{2}m_{e}}{k_{m}^{2}k_{B}T_{e}}}}
dove {\displaystyle k_{m}} è un numero d'onda massimo (o di taglio), derivante a causa di collisioni binarie, e può variare a seconda delle specie ioniche; approssimativamente si ha
{\displaystyle k_{m}={\frac {1}{\lambda _{B}}}}
quando {\displaystyle k_{B}T_{e}>Z_{i}^{2}E_{h}} (tipico nei plasmi non troppo freddi), dove {\displaystyle E_{h}\sim 27.2\ eV} è l'energia di Hartree (unità di energia atomica), e {\displaystyle \lambda _{B}=\hbar /(m_{e}k_{B}T_{e})^{1/2}} è la lunghezza d'onda termica di De Broglie.
Altrimenti, si ha che {\displaystyle k_{m}\propto 1/l_{c}}, dove {\displaystyle l_{c}} è la distanza classica di massimo avvicinamento.
Per le situazioni ordinarie, comunque, {\displaystyle k_{m}=1/\lambda _{B}}, e si ottiene:
{\displaystyle y={\frac {1}{2}}\left[{\frac {\hbar \omega }{k_{B}T_{e}}}\right]^{2}}
L'equazione di {\displaystyle {\frac {dP}{d\omega }}} è comunque una formula approssimata, in quanto essa trascura le emissioni che si verificano per {\displaystyle \omega } leggermente superiore ad {\displaystyle \omega _{p}}.
Nel limite in cui {\displaystyle y\ll 1}, si può approssimare la funzione esponenziale integrale come
{\displaystyle E_{1}(y)\sim -\ln \left(ye^{\gamma }\right)+O(y)}
in cui {\displaystyle \gamma \sim 0.577} è la costante di Eulero-Mascheroni, ricorrente in analisi e in teoria dei numeri, definita come il limite della differenza fra la serie armonica e il logaritmo naturale:
{\displaystyle \gamma =\lim _{n\to \infty }\left(-\ln(n)+\sum _{k=1}^{n}{\frac {1}{k}}\right)=\int _{0}^{\infty }\left({\frac {1}{\lfloor x\rfloor }}-{\frac {1}{x}}\right)dx}
dove {\displaystyle \lfloor x\rfloor } è la funzione parte intera.
Per {\displaystyle y>e^{-\gamma }} il termine logaritmico è negativo, e ciò rende l'approssimazione inadeguata; Bekefi ha dato delle espressioni corrette per il termine logaritmico che corrispondono a calcoli dettagliati sulla collisione binaria.
La potenza totale irradiata, integrata su tutte le frequenze, è:
{\displaystyle P=\int _{\omega _{p}}^{\infty }{\frac {dP}{d\omega }}d\omega ={\frac {16}{3}}\left[{\frac {e^{2}}{4\pi \epsilon _{0}}}\right]^{3}{\frac {1}{m_{e}^{2}c^{3}}}Z_{i}^{2}n_{i}n_{e}k_{m}G(y_{p})}
con
{\displaystyle G(y_{p})={\frac {1}{2{\sqrt {\pi }}}}\int _{y_{p}}^{\infty }y^{-1/2}\left[1-{\frac {y_{p}}{y}}\right]^{1/2}E_{1}(y)dy}
essendo {\displaystyle y_{p}=y(\omega =\omega _{p})}; si ha quindi {\displaystyle G(y_{p}=0)=1}, e decresce con {\displaystyle y_{p}}, mantenendosi sempre positiva. Per {\displaystyle k_{m}=1/\lambda _{B}} si ottiene:
{\displaystyle P={\frac {16}{3}}{\frac {\left({\frac {e^{2}}{4\pi \epsilon _{0}}}\right)^{3}}{(m_{e}c^{2})^{3/2}\hbar }}Z_{i}^{2}n_{i}n_{e}(k_{B}T_{e})^{1/2}G(y_{p})}
Per temperature estremamente alte, vi sono delle correzioni relativistiche per l'equazione precedente, ossia dei termini aggiuntivi dell'ordine di {\displaystyle k_{B}T_{e}/m_{e}c^{2}}.

Correzioni relativistiche per l'emissione di un fotone a dall'impatto di un elettrone su un protone.

## Fonti di bremsstrahlung

### Tubo a raggi X
In un tubo a raggi X, gli elettroni vengono accelerati da un campo elettrico e 'sparati' contro un pezzo di metallo chiamato 'target'. I raggi X sono emessi come radiazione causata dalla decelerazione degli elettroni nel metallo.
Lo spettro in uscita è uno spettro continuo di raggi X, con ulteriori picchi situati in corrispondenza di determinati valori energetici.

Spettro di raggi X emessi da un tubo a raggi X con un target di rodio, a circa.

La continuità dello spettro è dovuta al bremsstrahlung, mentre i picchi sono raggi X caratteristici associati con gli atomi del bersaglio; in questo contesto, il bremsstrahlung è anche chiamato raggi X continui.
La forma dello spettro della seconda figura è approssimativamente descritta dalla legge di Kramer: essa è solitamente data come distribuzione d'intensità {\displaystyle I} (numero di fotoni) contro la lunghezza d'onda della radiazione emessa {\displaystyle \lambda }:
{\displaystyle I(\lambda )d\lambda =K\left({\frac {\lambda }{\lambda _{min}}}-1\right){\frac {1}{\lambda ^{2}}}d\lambda }
dove {\displaystyle K} è una costante proporzionale al numero atomico dell'elemento bersaglio, e {\displaystyle \lambda _{min}} è la lunghezza d'onda minima data dalla legge di Duane-Hunt
: la massima frequenza della radiazione emessa, in seguito all'applicazione di una differenza di potenziale {\displaystyle V}, è data da
{\displaystyle \nu _{max}={\frac {eV}{h}}}
a cui corrisponde la minima lunghezza d'onda:
{\displaystyle \lambda _{min}={\frac {hc}{eV}}\sim {\frac {1239.8\ pm}{V{\text{ in kV}}}}}
Il processo di emissione di raggi X da elettroni in moto è anche noto come effetto fotoelettrico inverso.

### Decadimento Beta
Le particelle beta, talvolta, presentano una debole radiazione con spettro continuo dovuta al bremsstrahlung; tuttavia, in questo caso essa è una radiazione secondaria, nel senso che è prodotta come risultato del rallentamento (o arresto) della radiazione primaria.
Ciò è simile ai raggi X prodotti bombardando bersagli metallici con elettroni in generatori di raggi X, eccetto che qui la radiazione è prodotta da elettroni ad alta velocità da radiazioni beta.
Il 'bremsstrahlung interno' nasce dalla creazione di un elettrone e la sua perdita di energia, a causa del forte campo elettrico nella regione di decadimento, quando lascia il nucleo.
Nell'emissione di elettroni e positroni per decadimento beta l'energia del fotone viene dalla coppia elettrone-nucleone, con lo spettro di bremsstrahlung decrescente al crescere dell'energia della particella beta.
Nella cattura di elettroni, l'energia va a scapito del neutrino, e lo spettro è massimo a circa un terzo dell'energia normale del neutrino, riducendo l'energia elettromagnetica all'energia normale del neutrino.
In questa situazione, il bremsstrahlung viene emesso anche se nessuna particella carica viene emessa; tale radiazione può essere a frequenze analoghe alle radiazioni gamma, anche se non presenta alcuna linea spettrale netta di decadimento gamma.
Il bremsstrahlung 'interno' è in contrapposizione con il bremsstrahlung 'esterno', causato dall'urto di elettroni sul nucleo, provenienti dall'esterno, cioè emessi da un altro nucleo.
In alcuni casi, ad esempio per il fosforo, la radiazione di bremsstrahlung prodotta schermando la radiazione beta con materiali densi come il piombo, è essa stessa pericolosa: in queste situazioni, la schermatura deve essere realizzata con materiali a bassa densità, come plexiglas, plastica, legno o acqua; siccome il numero atomico è inferiore, ne segue che l'intensità di bremsstrahlung è notevolmente ridotta, anche se è richiesto uno spessore maggiore di schermatura per fermare gli elettroni (radiazione beta).

## Descrizione secondo la meccanica quantistica
La descrizione completa è opera di Bethe ed Heitler, i quali, assumendo onde piane per gli elettroni che disperdono al nucleo di un atomo, hanno ricavato una sezione trasversale che riguarda la geometria completa di tale processo, in funzione della frequenza del fotone emesso; la sezione in questione evidenzia la simmetria della meccanica quantistica per la produzione di coppie, e il suo differenziale al quarto ordine è:
{\displaystyle {\begin{aligned}d^{4}\sigma ={\frac {Z^{2}\alpha ^{3}\hbar ^{2}}{4\pi ^{2}}}{\frac {|{\vec {p}}_{f}|}{|{\vec {p}}_{i}|}}{\frac {d\omega }{\omega }}{\frac {d\Omega _{i}d\Omega _{f}d\Phi }{q^{4}}}\left[{\frac {|{\vec {p}}_{f}|^{2}\sin ^{2}\theta _{f}}{(E_{f}-c|{\vec {p}}_{f}|\cos \theta _{f})^{2}}}(4E_{i}^{2}-c^{2}q^{2})+{\frac {|{\vec {p}}_{i}|^{2}\sin ^{2}\theta _{i}}{(E_{i}-c|{\vec {p}}_{i}|\cos \theta _{i})^{2}}}(4E_{f}^{2}-c^{2}q^{2})+\right.\end{aligned}}}
{\displaystyle \left.+2\hbar ^{2}\omega ^{2}{\frac {|{\vec {p}}_{i}|^{2}\sin ^{2}\theta _{i}+|{\vec {p}}_{f}|^{2}\sin ^{2}\theta _{f}}{(E_{f}-c|{\vec {p}}_{f}|\cos \theta _{f})(E_{i}-c|{\vec {p}}_{i}|\cos \theta _{i})}}-2{\frac {|{\vec {p}}_{i}||{\vec {p}}_{f}|\sin \theta _{i}\sin \theta _{f}\cos \Phi }{(E_{f}-c|{\vec {p}}_{f}|\cos \theta _{f})(E_{i}-c|{\vec {p}}_{i}|\cos \theta _{i})}}(2E_{i}^{2}+2E_{f}^{2}-c^{2}q^{2})\right]}
in cui:
{\displaystyle Z} è il numero atomico
{\displaystyle \alpha \sim 1/137} è la costante di struttura fine
{\displaystyle \hbar } è la costante di Planck ridotta
{\displaystyle c} è la velocità della luce nel vuoto
{\displaystyle {\vec {p}}} è la quantità di moto dell'elettrone
{\displaystyle \theta _{i}=\sphericalangle ({\vec {p}}_{i},{\vec {k}})} e {\displaystyle \theta _{f}=\sphericalangle ({\vec {p}}_{f},{\vec {k}})} sono le direzioni dei fotoni emessi e gli elettroni dispersi, e in cui {\displaystyle {\vec {k}}} è il momento del fotone
{\displaystyle \Phi } è l'angolo formato tra i piani {\displaystyle ({\vec {p}}_{i},{\vec {k}})} e {\displaystyle ({\vec {p}}_{f},{\vec {k}})}
I differenziali sono dati da
{\displaystyle d\Omega _{i}=\sin \theta _{i}d\theta _{i}}
{\displaystyle d\Omega _{f}=\sin \theta _{f}d\theta _{f}}
L'energia cinetica {\displaystyle E_{k,i/f}} dell'elettrone nello stato iniziale e finale è legata alla sua energia totale {\displaystyle E_{i,f}} o la sua quantità di moto {\displaystyle {\vec {p}}_{i,f}} secondo la relazione
{\displaystyle E_{i,f}=E_{k,i/f}+m_{e}c^{2}={\sqrt {m_{e}^{2}c^{4}+|{\vec {p}}_{i,f}|^{2}c^{2}}}}
Dalla conservazione dell'energia si ricava
{\displaystyle E_{f}=E_{i}-\hbar \omega }
dove {\displaystyle \hbar \omega } è l'energia del fotone.
L'ultima quantità da descrivere è {\displaystyle q}: il valore assoluto del fotone virtuale tra il nucleo e l'elettrone è:
{\displaystyle -q^{2}=-|{\vec {p}}_{i}|^{2}-|{\vec {p}}_{f}|^{2}-\left({\frac {\hbar }{c}}\omega \right)^{2}+2|{\vec {p}}_{i}|{\frac {\hbar }{c}}\omega \cos \theta _{i}-2|{\vec {p}}_{f}|{\frac {\hbar }{c}}\omega \cos \theta _{f}+2|{\vec {p}}_{i}||{\vec {p}}_{f}|(\cos \theta _{f}\cos \theta _{i}+\sin \theta _{f}\sin \theta _{i}\cos \Phi )}
L'intervallo di validità è dato dall'approssimazione di Born:
{\displaystyle v\gg {\frac {Zc}{137}}}
dove la relazione deve essere soddisfatta per la velocità dell'elettrone negli stati iniziale e finale.
Per le applicazioni pratiche (ad esempio i metodi Monte Carlo) può essere interessante evidenziare la relazione tra la frequenza {\displaystyle \omega } del fotone emesso e l'angolo tra questo fotone e l'elettrone incidente. Kohn ed Ebert hanno integrato il {\displaystyle d^{4}\sigma } di Bethe ed Heitler rispetto a {\displaystyle \Phi } e {\displaystyle \theta _{f}}, ottenendo
{\displaystyle {\frac {d^{2}\sigma (E_{i},\omega ,\theta _{i})}{d\omega d\Omega _{i}}}=\sum _{j=1}^{6}I_{j}}
dove le {\displaystyle I_{j}} possono esprimersi in funzione delle costanti
{\displaystyle A={\frac {Z^{2}\alpha ^{3}}{4\pi ^{2}}}{\frac {|{\vec {p}}_{f}|}{|{\vec {p}}_{i}|}}{\frac {\hbar ^{2}}{\omega }}}
{\displaystyle \Delta _{1}=-|{\vec {p}}_{i}|^{2}-|{\vec {p}}_{f}|^{2}-\left({\frac {\hbar }{c}}\omega \right)^{2}+2|{\vec {p}}_{i}|{\frac {\hbar }{c}}\omega \cos \theta _{i}}
{\displaystyle \Delta _{2}=-2|{\vec {p}}_{f}|{\frac {\hbar }{c}}\omega +2|{\vec {p}}_{i}||{\vec {p}}_{f}|\cos \theta _{i}}
nel modo seguente:
{\displaystyle I_{1}={\frac {2\pi A}{\sqrt {\Delta _{2}^{2}+4p_{i}^{2}p_{f}^{2}\sin ^{2}\theta _{i}}}}\ln \left({\frac {\Delta _{2}^{2}+4p_{i}^{2}p_{f}^{2}\sin ^{2}\theta _{i}-{\sqrt {\Delta _{2}^{2}+4p_{i}^{2}p_{f}^{2}\sin ^{2}\theta _{i}}}(\Delta _{1}+\Delta _{2})+\Delta _{1}\Delta _{2}}{-\Delta _{2}^{2}-4p_{i}^{2}p_{f}^{2}\sin ^{2}\theta _{i}-{\sqrt {\Delta _{2}^{2}+4p_{i}^{2}p_{f}^{2}\sin ^{2}\theta _{i}}}(\Delta _{1}-\Delta _{2})+\Delta _{1}\Delta _{2}}}\right)\cdot }
{\displaystyle \cdot \left[1+{\frac {c\Delta _{2}}{p_{f}(E_{i}-cp_{i}\cos \theta _{i})}}-{\frac {p_{i}^{2}c^{2}\sin ^{2}\theta _{i}}{(E_{i}-cp_{i}\cos \theta _{i})^{2}}}-{\frac {2\hbar ^{2}\omega ^{2}p_{f}\Delta _{2}}{c(E_{i}-cp_{i}\cos \theta _{i})(\Delta _{2}^{2}+4p_{i}^{2}p_{f}^{2}\sin ^{2}\theta _{i})}}\right]}
{\displaystyle I_{2}=-{\frac {2\pi Ac}{p_{f}(E_{i}-cp_{i}\cos \theta _{i})}}\ln \left({\frac {E_{f}+p_{f}c}{E_{f}-p_{f}c}}\right)}
{\displaystyle I_{3}={\frac {2\pi A}{\sqrt {\left(\Delta _{2}E_{f}+\Delta _{1}p_{f}c\right)^{2}+4m^{2}c^{4}p_{i}^{2}p_{f}^{2}\sin ^{2}\theta _{i}}}}\cdot \ln[([E_{f}+p_{f}c]\cdot }
{\displaystyle \left.\cdot \left[4p_{i}^{2}p_{f}^{2}\sin ^{2}\theta _{i}(E_{f}-p_{f}c)+(\Delta _{1}+\Delta _{2})\left([\Delta _{2}E_{f}+\Delta _{1}p_{f}c]-{\sqrt {\left(\Delta _{2}E_{f}+\Delta _{1}p_{f}c\right)^{2}+4m^{2}c^{4}p_{i}^{2}p_{f}^{2}\sin ^{2}\theta _{i}}}\right)\right]\right)\cdot }
{\displaystyle \cdot \left[(E_{f}-p_{f}c)\left(4p_{i}^{2}p_{f}^{2}\sin ^{2}\theta _{i}[-E_{f}-p_{f}c]\right.\right.+}
{\displaystyle +\left.\left.\left.(\Delta _{1}-\Delta _{2})\left([\Delta _{2}E_{f}+\Delta _{1}p_{f}c]-{\sqrt {\left(\Delta _{2}E_{f}+\Delta _{1}p_{f}c\right)^{2}+4m^{2}c^{4}p_{i}^{2}p_{f}^{2}\sin ^{2}\theta _{i}}}\right)\right)\right]^{-1}\right]\cdot }
{\displaystyle \cdot \left[-{\frac {(\Delta _{2}^{2}+4p_{i}^{2}p_{f}^{2}\sin ^{2}\theta _{i})(E_{f}^{3}+E_{f}p_{f}^{2}c^{2})+p_{f}c\left(2[\Delta _{1}^{2}-4p_{i}^{2}p_{f}^{2}\sin ^{2}\theta _{i}]E_{f}p_{f}c+\Delta _{1}\Delta _{2}[3E_{f}^{2}+p_{f}^{2}c^{2}]\right)}{\left(\Delta _{2}E_{f}+\Delta _{1}p_{f}c\right)^{2}+4m^{2}c^{4}p_{i}^{2}p_{f}^{2}\sin ^{2}\theta _{i}}}+\right.}
{\displaystyle -{\frac {c(\Delta _{2}E_{f}+\Delta _{1}p_{f}c)}{p_{f}(E_{i}-cp_{i}\cos \theta _{i})}}-{\frac {4E_{i}^{2}p_{f}^{2}\left(2[\Delta _{2}E_{f}+\Delta _{1}p_{f}c]^{2}-4m^{2}c^{4}p_{i}^{2}p_{f}^{2}\sin ^{2}\theta _{i}\right)(\Delta _{1}E_{f}+\Delta _{2}p_{f}c)}{\left([\Delta _{2}E_{f}+\Delta _{1}p_{f}c]^{2}+4m^{2}c^{4}p_{i}^{2}p_{f}^{2}\sin ^{2}\theta _{i}\right)^{2}}}+}
{\displaystyle +\left.{\frac {8m^{2}c^{4}p_{i}^{2}p_{f}^{2}\sin ^{2}\theta _{i}(E_{i}^{2}+E_{f}^{2})-2\hbar ^{2}\omega ^{2}p_{i}^{2}p_{f}c\sin ^{2}\theta _{i}(\Delta _{2}E_{f}+\Delta _{1}p_{f}c)+2\hbar ^{2}\omega ^{2}p_{f}m^{2}c^{3}(\Delta _{2}E_{f}+\Delta _{1}p_{f}c)}{(E_{i}-cp_{i}\cos \theta _{i})\left([\Delta _{2}E_{f}+\Delta _{1}p_{f}c]^{2}+4m^{2}c^{4}p_{i}^{2}p_{f}^{2}\sin ^{2}\theta _{i}\right)}}\right]}
{\displaystyle I_{4}=-{\frac {4\pi Ap_{f}c(\Delta _{2}E_{f}+\Delta _{1}p_{f}c)}{(\Delta _{2}E_{f}+\Delta _{1}p_{f}c)^{2}+4m^{2}c^{4}p_{i}^{2}p_{f}^{2}\sin ^{2}\theta _{i}}}-{\frac {16\pi E_{i}^{2}p_{f}^{2}A(\Delta _{2}E_{f}+\Delta _{1}p_{f}c)^{2}}{\left([\Delta _{2}E_{f}+\Delta _{1}p_{f}c]^{2}+4m^{2}c^{4}p_{i}^{2}p_{f}^{2}\sin ^{2}\theta _{i}\right)^{2}}}}
{\displaystyle I_{5}={\frac {4\pi A}{(-\Delta _{2}^{2}+\Delta _{1}^{2}-4p_{i}^{2}p_{f}^{2}\sin ^{2}\theta _{i})\left([\Delta _{2}E_{f}+\Delta _{1}p_{f}c]^{2}+4m^{2}c^{4}p_{i}^{2}p_{f}^{2}\sin ^{2}\theta _{i}\right)}}\cdot }
{\displaystyle \cdot \left[{\frac {\hbar ^{2}\omega ^{2}p_{f}^{2}}{E_{i}-cp_{i}\cos \theta _{i}}}\cdot \right.{\frac {E_{f}(2\Delta _{2}^{2}[\Delta _{2}^{2}1-\Delta _{1}^{2}]+8p_{i}^{2}p_{f}^{2}\sin ^{2}\theta _{i}[\Delta _{2}^{2}-\Delta _{1}^{2}])+p_{f}c(2\Delta _{1}\Delta _{2}[\Delta _{2}^{2}-\Delta _{1}^{2}]+16\Delta _{1}\Delta _{2}p_{i}^{2}p_{f}^{2}\sin ^{2}\theta _{i})}{\Delta _{2}^{2}+4p_{i}^{2}p_{f}^{2}\sin ^{2}\theta _{i}}}+}
{\displaystyle +{\frac {2\hbar ^{2}\omega ^{2}p_{i}^{2}\sin ^{2}\theta _{i}(2\Delta _{1}\Delta _{2}p_{f}c+2\Delta _{2}^{2}E_{f}+8p_{i}^{2}p_{f}^{2}\sin ^{2}\theta _{i}E_{f})}{E_{i}-cp_{i}\cos \theta _{i}}}+}
{\displaystyle +{\frac {2E_{i}^{2}p_{f}^{2}\left(2[\Delta _{2}^{2}-\Delta _{1}^{2}][\Delta _{2}E_{f}+\Delta _{1}p_{f}c]^{2}+8p_{i}^{2}p_{f}^{2}\sin ^{2}\theta _{i}\left[(\Delta _{1}^{2}+\Delta _{2}^{2})(E_{f}^{2}+p_{f}^{2}c^{2})+4\Delta _{1}\Delta _{2}E_{f}p_{f}c\right]\right)}{(\Delta _{2}E_{f}+\Delta _{1}p_{f}c)^{2}+4m^{2}c^{4}p_{i}^{2}p_{f}^{2}\sin ^{2}\theta _{i}}}+\left.{\frac {8p_{i}^{2}p_{f}^{2}\sin ^{2}\theta _{i}(E_{i}^{2}+E_{f}^{2})(\Delta _{2}p_{f}c+\Delta _{1}E_{f})}{E_{i}-cp_{i}\cos \theta _{i}}}\right]}
{\displaystyle I_{6}={\frac {16\pi E_{f}^{2}p_{i}^{2}\sin ^{2}\theta _{i}A}{(E_{i}-cp_{i}\cos \theta _{i})^{2}(-\Delta _{2}^{2}+\Delta _{1}^{2}-4p_{i}^{2}p_{f}^{2}\sin ^{2}\theta _{i})}}}